# Kościół św. Jakuba w Stralsundzie

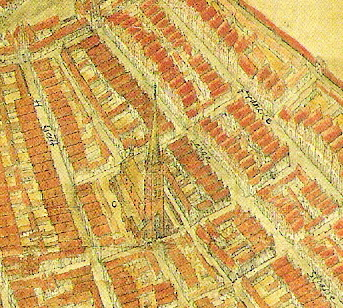
Kościół świętego Jakuba na planie miasta z 1647 r., jeszcze z gotycką wieżą

Kościół świętego Jakuba w Stralsundzie – gotycki kościół w Stralsundzie, mieście położonym na północy Niemiec, w landzie Meklemburgia-Pomorze Przednie. Jest to najmłodszy z trzech parafialnych kościołów Stralsundu, pierwsza wzmianka na jego temat pochodzi z roku 1303, został zbudowany na dawnej granicy między Starym i Nowym Miastem.

## Historia i architektura
Cechy wyróżniające kościół od innych to wysoka wieża oraz ozdobne glazurowane cegły na zachodniej fasadzie, świątynia nie posiada także chóru. Wieża została dobudowana do istniejącego wcześniej zespołu kościelnego co powiększyło jego wnętrze.
Kościół Św. Jakuba doznał największych zniszczeń spośród wszystkich ważnych miejsc kultu w Stralsundzie: w 1662 r. spłonął od uderzenia pioruna, ucierpiał znacznie na skutek kolejnych wojen.
Wieloboczna barokowa iglica pochodzi z 1678 r. Wewnątrz zachowały się: barokowy ołtarz, ambona Luchta, części prospektu organowego i inne dzieła sztuki. W 1955 r. na emporze w wieży stworzono salę Gustawa Adolfa.
Kościół Św. Jakuba jest obecnie odnawiany dzięki finansowej pomocy rządów federalnego i kraju związkowego oraz niemieckiej fundacji na rzecz konserwacji zabytków. Dziś odbywają się tutaj imprezy kulturalne i wydarzenia związane z życiem miasta.

## Wymiary kościoła
- Długość kościoła: 72,30 m
- Szerokość kościoła: 25,10 m
- Długość nawy głównej: 47 m
- Wysokość nawy głównej: 24,60 m
- Wysokość naw bocznych: 16,10 m
- Wysokość wieży mierzona do końca szpicy: 68,10 m
- Wysokość wieży bez szpicy: 57 m